# Закари (Луизијана)
Закари (енгл. Zachary) град је у америчкој савезној држави Луизијана.

## Демографија
По попису из 2010. године број становника је 14.960, што је 3.685 (32,7%) становника више него 2000. године.
| Група             | 2000.         | 2010.         |
| Белци             | 7.826 (69,4%) | 9.088 (60,7%) |
| Афроамериканци    | 3.238 (28,7%) | 5.299 (35,4%) |
| Азијати           | 52 (0,5%)     | 124 (0,8%)    |
| Хиспаноамериканци | 81 (0,7%)     | 221 (1,5%)    |
| Укупно            | 11.275        | 14.960        |